# 20023 Jackmegas
20023 Jackmegas è un asteroide della fascia principale. Scoperto nel 1992, presenta un'orbita caratterizzata da un semiasse maggiore pari a 2,630325 UA e da un'eccentricità di 0,185737, inclinata di 10,680833° rispetto all'eclittica. Ha un diametro di 7,153 km.